# MORE DESIRE
『MORE DESIRE 〜TOSHIKI KADOMATSU SPECIAL LIVE '89.8.26』（モア・ディザイア～トシキ・カドマツ・スペシャル・ライブ '89.8.26）は、1989年12月6日に発売された角松敏生通算1作目のライブ・アルバム。

## 解説
1989年8月26日に日比谷野外音楽堂で行われたライヴ・イベント「オーン・レーベル祭り」より、スペシャル・メンバーによるライヴを収めた、自身初のライヴ・アルバム。
当日にメンバーとして迎えた鈴木茂、佐藤博や小坂忠の楽曲カヴァーの他、オリジナル曲「DESIRE」と、同曲のスタジオ・ヴァージョンを併せて収録。「DESIRE」は、後にバラード・ベスト・アルバム『TEARS BALLAD』にてリテイクされた。
ブックレットには角松自身によるアルバム解説“あの晩限りの歌をまた歌いたくなってしまった理由（わけ）”と、ファミリー・ツリー“MORE DESIREへの系譜”を収載。

## 収録曲
- 全編曲：角松敏生（特記除く）

1. 花いちもんめ  –  (5:13)[1]
作詞：松本隆、作曲：鈴木茂
2. レイニー・スティション  –  (4:25)[1]
作詞：松本隆、作曲：鈴木茂
3. 山手ホテル  –  (4:55)[1]
作詞：松本隆、作曲：佐藤博
4. 機関車  –  (8:02)[1]
作詞・作曲：小坂忠
5. 八月の匂い  –  (5:12)[1]
作詞：松本隆、作曲：鈴木茂
6. 100ワットの恋人  –  (8:15)[1]
作詞：松本隆、作曲：鈴木茂
7. DESIRE  –  (8:04)[1]
作詞・作曲：角松敏生
8. OVERTURE (STUDIO VERSION)  –  (0:58)[1]
作曲・編曲：大谷和夫
Strings / JOE KATO GROUP
9. DESIRE (STUDIO VERSION)  –  (7:21)[1]
作詞・作曲：角松敏生、ストリングス編曲：大谷和夫
Lead Vocal, Background Vocal, Keyboard, Synth & Computer Programming / TOSHIKI KADOMATSU
Synth & Computer Manipulator / KANICHIRO KUBO
Guitar & Solo / SHIGERU SUZUKI
Guitar & Solo / TSUYOSHI KON
Bass / TOMOHITO AOKI
Electric & Acoustic Piano / SHINGO KOBAYASHI
Percussion / NOBU SAITOH
Strings / JOE KATO GROUP

## クレジット
- SPECIAL MEMBERS
- LEAD VOCAL: TOSHIKI KADOMATSU
- GUITAR: SHIGERU SUZUKI, TSUYOSHI KON (Courtesy of Victor Invitation)
- DRUMS: SHUICHI “PONTA” MURAKAMI
- PERCUSSION: NOBU SAITOH
- BASS: TOMOHITO AOKI
- KEYBOARD: SHINGO KOBAYASHI
- SAX: OSAMU KOIKE
- BACKGROUND VOCAL: KAYOKO “JACKIE” TAKAHASHI, KAZUMI MIYAURA

### スタッフ
- EXECUTIVE PRODUCER: TOSHIKI KADOMATSU

- ART DIRECTION: TAKUYA FUJIMURA (DESIGN STUDIO UP)
- DESIGN: TAKUYA FUJIMURA , YOSHIZUMI INOUE (DESIGN STUDIO UP)
- STYLIST: JIN HIDAKA
- PHOTOGRAPHER: SUMIO KITAGAWA, JUN SATOH
- ARTIST & RECORDING MANAGEMENT: HIDETOSHI KOBAYASHI (MARMALADE)
- RECORDING MANAGEMENT: KIYOSHI TERANISHI
- RECORDING ENGINEER: EIJI UCHINUMA
- STAGE DIRECTOR: REIJI ONIZUKA (FLIES!)
- LIGHTING PLAN & TECHNIC: AKIRA OKABE (ON & ON)
- P.A. ENGINEER: YOSHIMI NAKAMURA (HIBINO)

- EXECUTIVE SUPERVISOR: MASARU KAJIOKA (MARMALADE)